# Osedax
Giun thây ma (Danh pháp khoa học: Osedax) là một chi động vật thân mềm sống ở biển sâu trong họ Siboglinidae thuộc bộ Sabellida. Chúng còn được biết đến với tên gọi là giun ăn xương hay là giun zombie, những dấu vết của giun thây ma được phát hiện trong mẫu hóa thạch 3 triệu năm ở Ý, trước đó, bằng chứng đầu tiên cho thấy dấu vết của giun Osedax trong hóa thạch được tìm thấy ở bờ biển bang Washington.

## Đặc điểm
Giun Osedax vốn là động vật thân mềm, ăn xương cá voi ở đáy biển bằng cách dùng các mô giống rễ luồn lách và phân hủy xương lấy chất dinh dưỡng. Họ nhà giun kỳ dị nói trên đã phát tán rộng trong đại dương thời tiền sử. Thông qua việc phát hiện ra một hóa thạch cá voi với hàng chùm sinh vật hóa thạch khác vây quanh, và cho rằng một hệ sinh thái đã phát triển bao quanh bộ xương. Hóa thạch xương cá voi vốn là điều kiện lý tưởng cho giun ăn xương.
Giun ăn xương có đặc thù riêng. Giun Osedax không có miệng và ruột nhưng lại có thể tấn công vào xương cá voi bằng cách đục đẽo nhờ các mô giống rễ của mình để lấy chất dinh dưỡng (đây chính là nguồn gốc khiến chúng được đặt biệt danh giun thây ma). Một khi giun cái đã đục vào được xương cá voi thì nó sẽ không bao giờ chui ra. Giun đực thì không phải đục đẽo gì cả vì nó sống bên trong giun cái.